# Звечево
Звечево је хрватска прехрамбена компанија, специјализована за кондиторске производе и жестока пића. Предузеће је основано као Stock Cognac Medicinal 1921. у Пожеги и бавило се производњом јаких алкохолних пића. Компанија је била изнајмљена Нестлеу од 1936. до 1946. године, када је такође почела да производи чоколаду и слаткише. Фирма је променила назив у Звечево дд Пожега 1951. Шездесетих година прошлог века сви напори су били усмерени на производњу какао производа, јаких алкохолних пића и млека у праху, пошто је напуштена неисплатива и застарела производња воћних сокова и брашна. Сарадња са Нестлеом поново је успостављена 1970. године која је трајала до 1995. године, када је постала акционарско друштво. Звечево је осмислило прву чоколаду од пиринча на свету 1964. године и назвало је Микадо. 

## Производи
- Чоколада
- Кондиторски производи
- Чоколадни производи
- Млечна чоколада